# 38966 Deller
38966 Deller è un asteroide della fascia principale. Scoperto nel 2000, presenta un'orbita caratterizzata da un semiasse maggiore pari a 2,6942247 au e da un'eccentricità di 0,1628764, inclinata di 2,62825° rispetto all'eclittica.